# Club de Golf Hacienda del Alamo

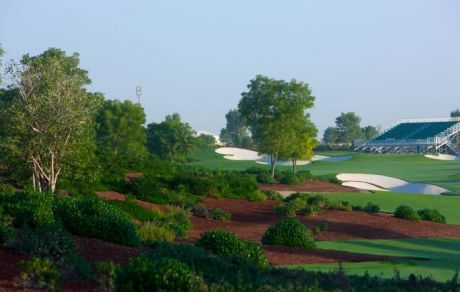
Earth Course

De  Club de Golf Hacienda del Alamo  speelt op de golfbaan van het Hacienda del Alamo Golf Resort, een resort in de Spaanse regio Murcia.

## Resort
De ontwikkeling van het resort begon administratief al in 1992. In 1998 werd 600 hectare grond gekocht en in 1999 ging de eerste spade de grond in. Het bestaat nu uit een hotel en huizen gelegen om twee golfbanen, 13 tennisbanen en paardenstallen.

## Golfbaan
De 18 holesbaan werd ontworpen door Dave Thomas en is op 92ha heel ruim aangelegd. Het clubhuis werd in 2007 geopend. De drivingrange heeft twee verdiepingen met 18 plaatsen beneden en 18 plaatsen boven. Daarnaast bevinden zich zes oefenholes.
In november is de baan altijd twee dagen gesloten, er wordt dan een toernooi voor de oprichters georganiseerd. In november 2009 is Alamo een van de vier banen in Spanje waar de tweede Stage van de Tourschool wordt gespeeld.